# Kerch
Kerch (ruso: Керчь, ucraniano: Керч, tártaro de Crimea: Keriç) es una ciudad portuaria, situada en la costa oriental de la península de Crimea. La ciudad se halla en el estrecho de Kerch que comunica el mar de Azov con el mar Negro. Su soberanía está discutida con Ucrania, ya que esta no reconoce el referéndum de 2014 sobre su anexión a Rusia. Dicho referéndum fue rechazado por la resolución 68/262 de la Asamblea General de las Naciones Unidas (llamada Integridad territorial de Ucrania) aprobada por 100 países el 27 de marzo de 2014.
Además de ser un puerto pesquero, desarrolla una intensa actividad manufacturera derivada de su emplazamiento en una región productora de mineral de hierro y gas natural. Cuenta, por tanto, con establecimientos metalúrgicos (hierro y acero) y químicos, fábricas de maquinaria y de transformación del pescado.
La ciudad es la sede de un instituto de investigaciones oceanográficas. Entre los lugares de interés cuenta con un museo arqueológico y con la iglesia de San Juan Bautista, que data del siglo VIII.

## Historia
La ciudad fue fundada en el siglo VI a. C. con el nombre de Panticapea; era en sus orígenes una colonia griega. Después del siglo V a. C. y durante unos cuantos siglos, la ciudad y sus alrededores fueron posesión del reino independiente del Bósforo.
En el año 63, Panticapea fue destruida parcialmente por un terremoto muy violento, del que pudo recuperarse con dificultad. La invasión de los godos, y más tarde de los hunos (248), le infligió golpes aún más duros. Finalmente, Justino I (518-527) la incorporó al Imperio bizantino.
A principios del siglo XIV era una colonia de Génova y en 1475 cayó en manos del Imperio turco otomano. Rusia la anexó en 1771 durante una de las contiendas ruso-turcas. En el transcurso de la guerra de Crimea resultó seriamente dañada, y lo mismo ocurrió durante la Segunda Guerra Mundial.

## Geografía

### Clima
Kerch tiene un clima subtropical húmedo (según la clasificación climática de Köppen Cfa) con inviernos frescos y los veranos calurosos.
| Parámetros climáticos promedio de Kerch (1991-2020) | Parámetros climáticos promedio de Kerch (1991-2020) | Parámetros climáticos promedio de Kerch (1991-2020) | Parámetros climáticos promedio de Kerch (1991-2020) | Parámetros climáticos promedio de Kerch (1991-2020) | Parámetros climáticos promedio de Kerch (1991-2020) | Parámetros climáticos promedio de Kerch (1991-2020) | Parámetros climáticos promedio de Kerch (1991-2020) | Parámetros climáticos promedio de Kerch (1991-2020) | Parámetros climáticos promedio de Kerch (1991-2020) | Parámetros climáticos promedio de Kerch (1991-2020) | Parámetros climáticos promedio de Kerch (1991-2020) | Parámetros climáticos promedio de Kerch (1991-2020) | Parámetros climáticos promedio de Kerch (1991-2020) |
| Mes                                                 | Ene.                                                | Feb.                                                | Mar.                                                | Abr.                                                | May.                                                | Jun.                                                | Jul.                                                | Ago.                                                | Sep.                                                | Oct.                                                | Nov.                                                | Dic.                                                | Anual                                               |
| --------------------------------------------------- | --------------------------------------------------- | --------------------------------------------------- | --------------------------------------------------- | --------------------------------------------------- | --------------------------------------------------- | --------------------------------------------------- | --------------------------------------------------- | --------------------------------------------------- | --------------------------------------------------- | --------------------------------------------------- | --------------------------------------------------- | --------------------------------------------------- | --------------------------------------------------- |
| Temp. máx. abs. (°C)                                | 15.6                                                | 17.5                                                | 23.4                                                | 27.6                                                | 30.6                                                | 35.2                                                | 37.9                                                | 37.9                                                | 35.5                                                | 30.9                                                | 23.2                                                | 19.4                                                | 37.9                                                |
| Temp. máx. media (°C)                               | 3.8                                                 | 4.5                                                 | 8.8                                                 | 14.9                                                | 21.0                                                | 26.0                                                | 29.0                                                | 28.9                                                | 23.4                                                | 16.9                                                | 10.2                                                | 5.8                                                 | 16.1                                                |
| Temp. media (°C)                                    | 0.7                                                 | 1.1                                                 | 4.7                                                 | 10.1                                                | 16.0                                                | 21.2                                                | 24.1                                                | 24.0                                                | 18.6                                                | 12.6                                                | 6.6                                                 | 2.8                                                 | 11.9                                                |
| Temp. mín. media (°C)                               | -2.0                                                | -1.9                                                | 1.2                                                 | 5.8                                                 | 11.3                                                | 16.3                                                | 19.1                                                | 19.2                                                | 13.9                                                | 8.7                                                 | 3.5                                                 | 0.1                                                 | 7.9                                                 |
| Temp. mín. abs. (°C)                                | -23.7                                               | -23.1                                               | -15.6                                               | -6.5                                                | -1.1                                                | 2.8                                                 | 9.9                                                 | 7.5                                                 | 1.0                                                 | -5.4                                                | -11.8                                               | -17.6                                               | -23.7                                               |
| Precipitación total (mm)                            | 38                                                  | 29                                                  | 33                                                  | 29                                                  | 31                                                  | 53                                                  | 33                                                  | 41                                                  | 35                                                  | 31                                                  | 39                                                  | 37                                                  | 429                                                 |
| Nevadas (cm)                                        | 1                                                   | 2                                                   | 1                                                   | 0                                                   | 0                                                   | 0                                                   | 0                                                   | 0                                                   | 0                                                   | 0                                                   | 0                                                   | 1                                                   | 5                                                   |
| Días de lluvias (≥ 1 mm)                            | 10                                                  | 9                                                   | 11                                                  | 11                                                  | 9                                                   | 10                                                  | 6                                                   | 6                                                   | 8                                                   | 9                                                   | 11                                                  | 11                                                  | 111                                                 |
| Días de nevadas (≥ 1 mm)                            | 8                                                   | 8                                                   | 5                                                   | 0.2                                                 | 0                                                   | 0                                                   | 0                                                   | 0                                                   | 0                                                   | 0.1                                                 | 2                                                   | 7                                                   | 30.3                                                |
| Horas de sol                                        | 61.9                                                | 91.6                                                | 142.4                                               | 190.8                                               | 278.0                                               | 299.7                                               | 339.3                                               | 310.3                                               | 242.5                                               | 170.4                                               | 91.3                                                | 56.5                                                | 2274.7                                              |
| Humedad relativa (%)                                | 85                                                  | 84                                                  | 80                                                  | 76                                                  | 73                                                  | 71                                                  | 67                                                  | 67                                                  | 71                                                  | 77                                                  | 83                                                  | 85                                                  | 76.6                                                |
| Fuente n.º 1: Погода и климат                       |                                                     |                                                     |                                                     |                                                     |                                                     |                                                     |                                                     |                                                     |                                                     |                                                     |                                                     |                                                     |                                                     |
| Fuente n.º 2: WMO (Horas de sol, 1981-2010)         |                                                     |                                                     |                                                     |                                                     |                                                     |                                                     |                                                     |                                                     |                                                     |                                                     |                                                     |                                                     |                                                     |

### Demografía
La población estimada para 2013 era de 145.265 habitantes. El continuado crecimiento demográfico tuvo caídas notorias durante las dos guerras mundiales y tras la disolución de la Unión Soviética.
La distribución étnica de la población de Kerch es la siguiente:
| Etnia              | %    |
| ------------------ | ---- |
| rusos              | 78,7 |
| ucranianos         | 15,4 |
| bielorrusos        | 1,1  |
| tártaros de Crimea | 1,0  |
| armenios           | 0,3  |
| tártaros           | 0,2  |
| judíos             | 0,2  |
| moldavos           | 0,2  |
| otros              | 2,9  |

### Divisiones administrativas
El municipio de la ciudad se extiende sobre un área sustancial e incluye varios barrios separados que forman parte de la ciudad de Kerch: Eltigen (Heroyevskoe), Kamysh-Burun (Arshyntsevo), Puerto Krym, Adzhimushkai, y Isla Tuzla.

## Industria
Hoy Kerch es considerada como una ciudad de metalúrgicos, constructores navales y de pescadores. Las empresas más grandes de la ciudad son:
- Kerch Metalúrgica; Industria lanzada en 1900
- Kamysh-Burun; Planta de hierro.
- "Zaliv"; Fábrica que se dedica a la construcción naval y reparación de buques y de buques de carga.

Las industrias ligeras de materiales de construcción y procesamiento de alimentos, desempeñan un papel importante en la economía de la ciudad. Kerch es base de la flota pesquera y un centro de procesamiento importante para numerosos productos de la pesca.

## Transporte
Tiene un puerto en el estrecho de Kerch, que hace que sea una clave para el mar de Azov, además posee varias terminales de ferrocarril y un aeropuerto pequeño. La línea de ferry en el estrecho de Kerch se estableció en 1953, además de la conexión con Crimea y el krai de Krasnodar (Puerto Krym - línea Puerto Kavkaz); (A partir de noviembre de 2009) hay planes para una ruta de ferry de Kerch-Poti.
Hay varios puertos en Kerch, incluyendo el puerto comercial, Puerto Pesquero, Puerto Krym (ferry), y el puerto de Kamysh-Burun.
Los terminales de ferrocarril incluyen: Kerch, Kerch I, Kerch fábrica, Arshyntsevo, y Krym.
La red de autobuses conecta Kerch a otras ciudades de Crimea y el krai de Krasnodar.

## Educación
Anfitriones Kerch (2004):
- 28 escuelas.
- 9 institutos y las sucursales de las universidades de Ucrania y Rusia.
- Construcción naval y universidades de Politécnica.
- La escuela de medicina.
- 6 escuelas PTU.
- Una serie de instituciones niño en edad preescolar.

## Arqueología
Las excavaciones arqueológicas en Kerch se pusieron en marcha bajo los auspicios de Rusia a mediados del siglo XIX. Desde entonces, el sitio de la antigua ciudad en el monte Panticapaeum Mithridat se ha excavado sistemáticamente. Situado cerca se encuentran varios montículos funerarios antiguos (kurgans) y ciudades excavadas. Kerch participa en el programa "Ruta de la Seda" de la UNESCO.
Tesoros y hallazgos históricos de Kerch adornan las colecciones de los museos más importantes de todo el mundo. Tales como el Louvre, el Museo Británico, el Hermitage, el Museo de Bellas Artes de Moscú y muchos otros.
En la actualidad, las excavaciones de antiguas fortalezas de Kerch son dirigidos por científicos de Rusia, Ucrania y Polonia.

## Turismo

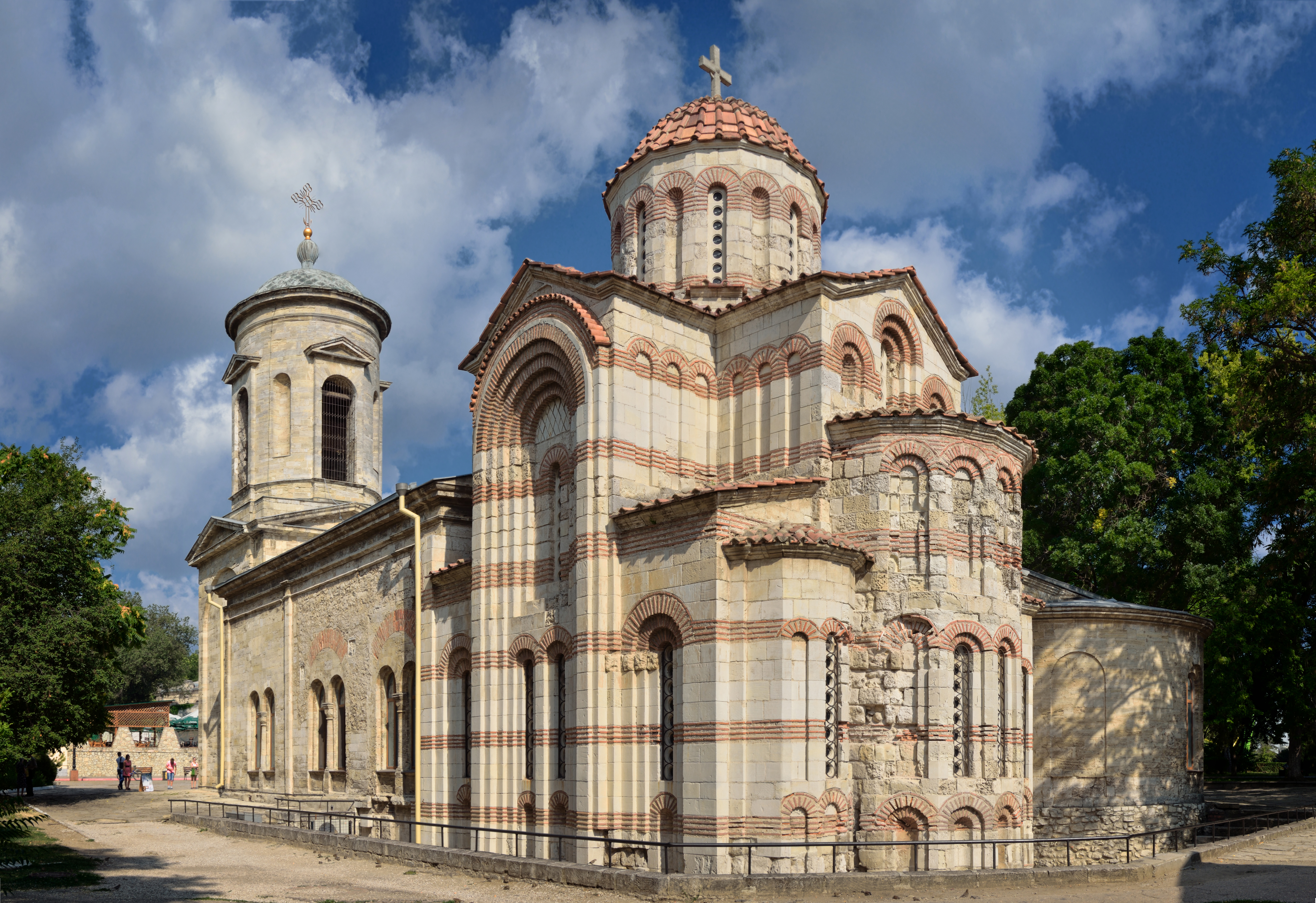
Iglesia de San Juan Bautista.

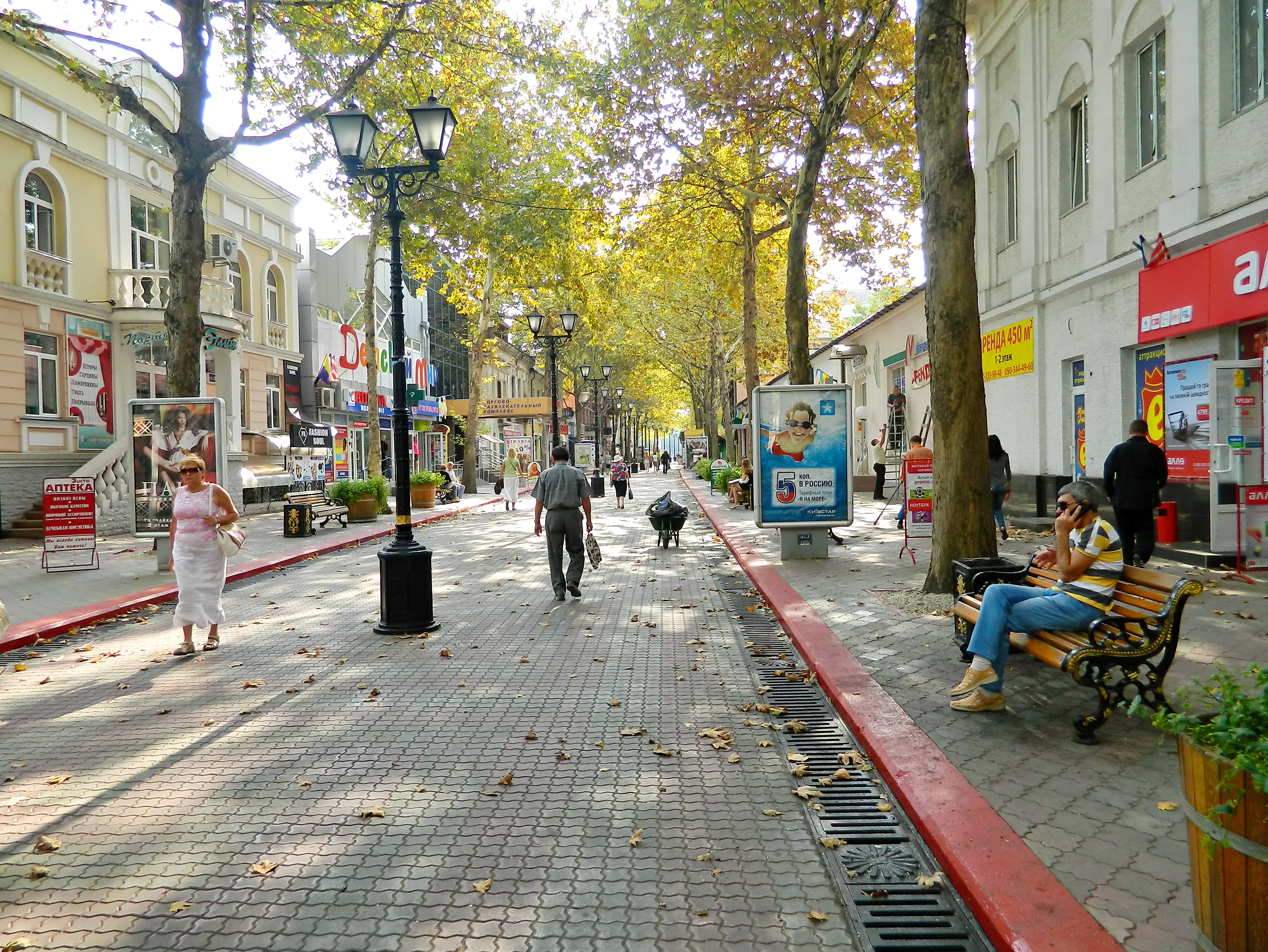
Calle principal de Kerch.

Debido a su ubicación en las costas de los mares de Azov y Negro, Kerch se convirtió en un lugar de veraneo muy popular entre la gente de la antigua URSS. Además, varias fuentes de barro de curación se encuentran cerca de la ciudad. A pesar de la ubicación junto al mar, el atractivo turístico de Kerch hoy se limita debido al carácter industrial de la ciudad y la contaminación asociada. A pesar de la falta de playas en el área de la ciudad, hay un montón de ellos a una distancia de 20 minutos de viaje en autobús, tren o taxi.
Kerch tiene una serie de impresionantes monumentos arquitectónicos e históricos. Patrimonio histórico antiguo de la ciudad que lo hace atractivo para el turismo científico. El más notable de los lugares de interés de Kerch son:
- El sitio del antiguo asentamiento de Panticapaea (siglo V a. C. siglo III d. C.)
- Tsarskiy Kurghan (siglo IV a. C. ) - túmulo funerario de uno de los reyes Bosporian
- Iglesia de San Juan Bautista (AD 717)
- Fortaleza de Yenikale (siglo XVIII)
- La gran Escalera de Mitrídates que lleva en la parte superior del monte Mitrídates, contiene 428 pasos, construidos en 1833-1840 bajo la dirección del arquitecto italiano A. Digbi
- Obelisco de la gloria en el monte Mitrídates, construido después de la Segunda Guerra Mundial
- Lapidario
- Memorial de la guerra de guerrillas heroica en las minas Adzhimushkay
- Fortaleza Kerch; área restringida en la época soviética, pero libre de entrar en nuestros días. La fortaleza fue construida por el arquitecto militar ruso Totleben en el medio del siglo XIX.
- Sitios de antiguos asentamientos Mirmecio, Tiritaca y Ninfeo. Hay algunos asentamientos que han sufrido dos terremotos submarinos.
- La llamada Cripta de Deméter, una cripta con numerosos frescos con fecha del siglo I antes de Cristo.

## Fiestas y celebraciones
- Día de la Liberación (11 de abril)
- Día de Pescadores (el segundo domingo de julio)
- Día de la Ciudad (el segundo sábado de septiembre)

## Honores
Un planeta menor ""Kerch 2216"" fue descubierto en 1971 por el astrónomo soviético Tamara Smirnova Mikhailovna y lleva el nombre de la ciudad.

## Ciudades hermanadas
- Mogilev, Bielorrusia en 1998

- Smolensk, Rusia 1998

- Çanakkale, Turquía 1999

- Oryol, Rusia 2004

- Odintsovo, Rusia 2004

- Sochi, Rusia 2005